# 久屋町 (名古屋市)
久屋町（ひさやちょう）は、愛知県名古屋市東区および中区の地名。久屋町8丁目6番地のみが現存する。

## 地理
名古屋市東区南西端に位置し、東は武平町、西は中区錦三丁目、南は中区新栄町、北は東桜一丁目に接する。かつては1～8丁目が存在していた。

## 歴史

### 町名の由来
当初は干物町と称していたが、初代尾張藩主徳川義直が当地を通過した際、末代まで繁栄する場所であるという意味を込めて命名したものであるという。

### 沿革
- 1878年（明治11年）12月20日 - 名古屋区成立に伴い、同区久屋町となる[1]。
- 1889年（明治22年）10月1日 - 名古屋市成立に伴い、同市久屋町となる[1]。
- 1908年（明治41年）4月1日 - 東区成立に伴い、同区久屋町となる[3]。
- 1911年（明治44年）11月1日 - 東区南久屋町の全域を編入する[1]。
- 1944年（昭和19年）2月11日 - 栄区成立に伴い、同区久屋町となる[3]。
- 1945年（昭和20年）1月3日 - 栄区廃止に伴い、中区久屋町となる[3]。
- 1946年（昭和21年）4月15日 - 東区に編入され、同区久屋町となる[4]。
- 1966年（昭和41年）3月30日 - 1〜4丁目が中区丸の内三丁目、4〜8丁目が中区錦三丁目に編入される[4]。
- 1976年（昭和51年）1月18日 - 東区武平町の一部を編入する[1]。また、一部が泉一丁目・東桜一丁目となる[1]。

## 施設
- 名古屋中央教会と、明治安田生命名古屋ビル（住所は中区新栄町）の一部が存在する。

## その他

### 日本郵便
- 郵便番号 : 461-0009[WEB 2]（集配局：名古屋東郵便局[WEB 4]）。

### WEB
1. ↑  “愛知県名古屋市東区の町丁・字一覧”.   人口統計ラボ. 2019年3月21日閲覧。
2. 1 2  “郵便番号”.  日本郵便. 2019年3月17日閲覧。
3. ↑  “市外局番の一覧”.   総務省. 2019年1月6日閲覧。
4. ↑  郵便番号簿 平成29年度版 - 日本郵便. 2019年03月10日閲覧 (PDF)

### 書籍
1. 1 2 3 4 5 6  名古屋市計画局 1992, p. 736.
2. ↑  名古屋市計画局 1992, p. 156.
3. 1 2 3  福岡清彦 1976, p. 24.
4. 1 2  福岡清彦 1976, p. 25.